# Петронелль-Карнунтум
Петронелль-Карнунтум (нем. Petronell-Carnuntum) — ярмарочная коммуна (нем. Marktgemeinde) в Австрии, в федеральной земле Нижняя Австрия.

## Общие сведения
Входит в состав округа Брук-на-Лайте. Население составляет 1199 человек (на 31 декабря 2005 года). Занимает площадь 25,36 км². Официальный код — 3 07 18.
Петронелль-Карнунтум находится в пяти километрах от Хайнбурга. Расположен рядом с посёлком Бад-Дойч-Альтенбург.

## История и достопримечательности
В древности на месте Петронелля было кельтское поселение, затем римлянами в I веке был построен укреплённый военный лагерь Карнунт, который затем выделился из провинции Норик, превратился в большой город и стал центром провинции Верхняя Паннония. В 171 году здесь была ставка Марка Аврелия, а в 193 году был провозглашён императором Септимий Север. Карнунт был разрушен в V веке в ходе варварских нашествий.
С 1920 года ведутся археологические раскопки. Часть древнего города превращена в музей под открытым небом, наиболее ценные находки представлены в музее Карнунта.

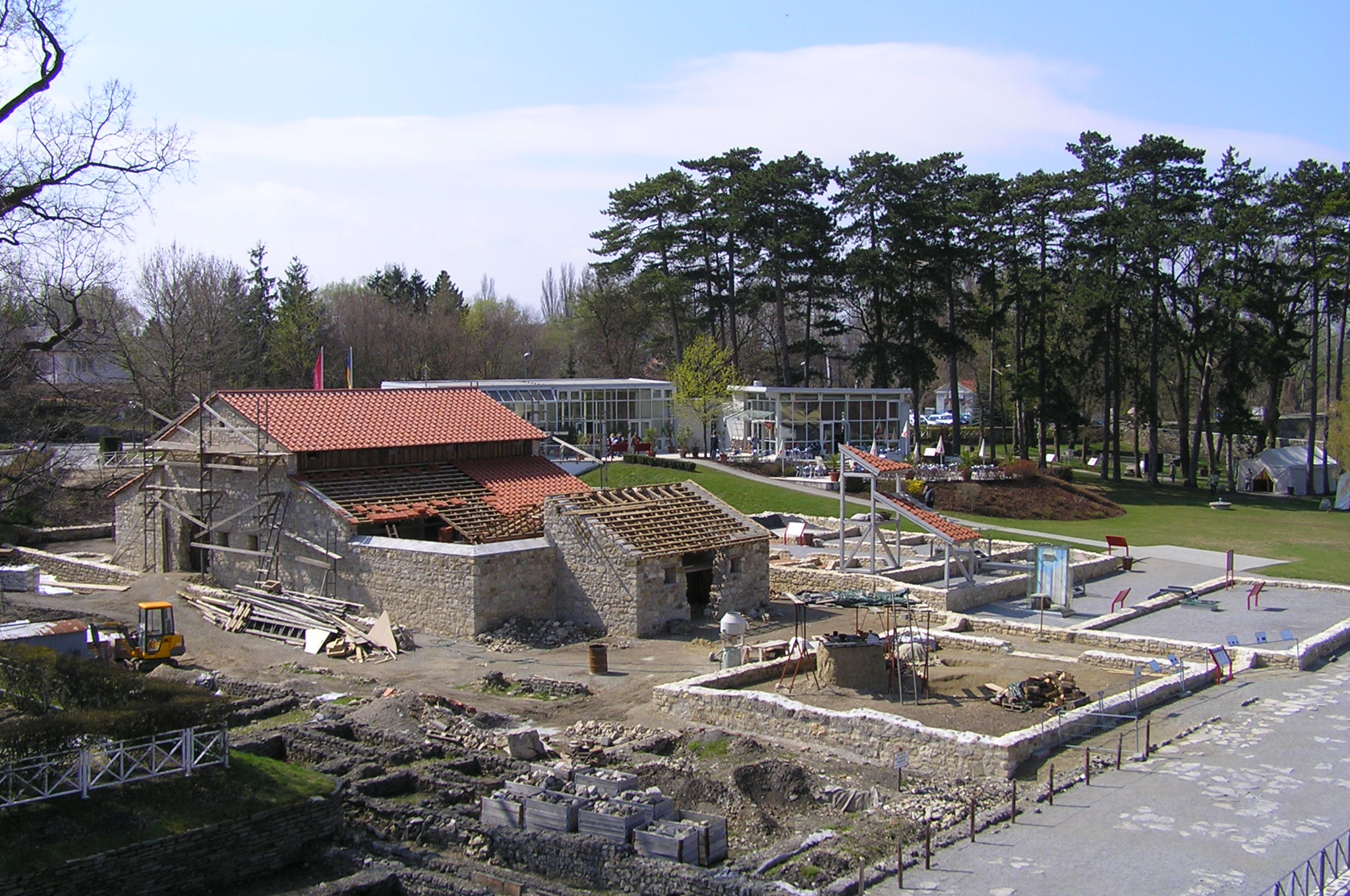
Современная реконструкция римского здания в Петронелле
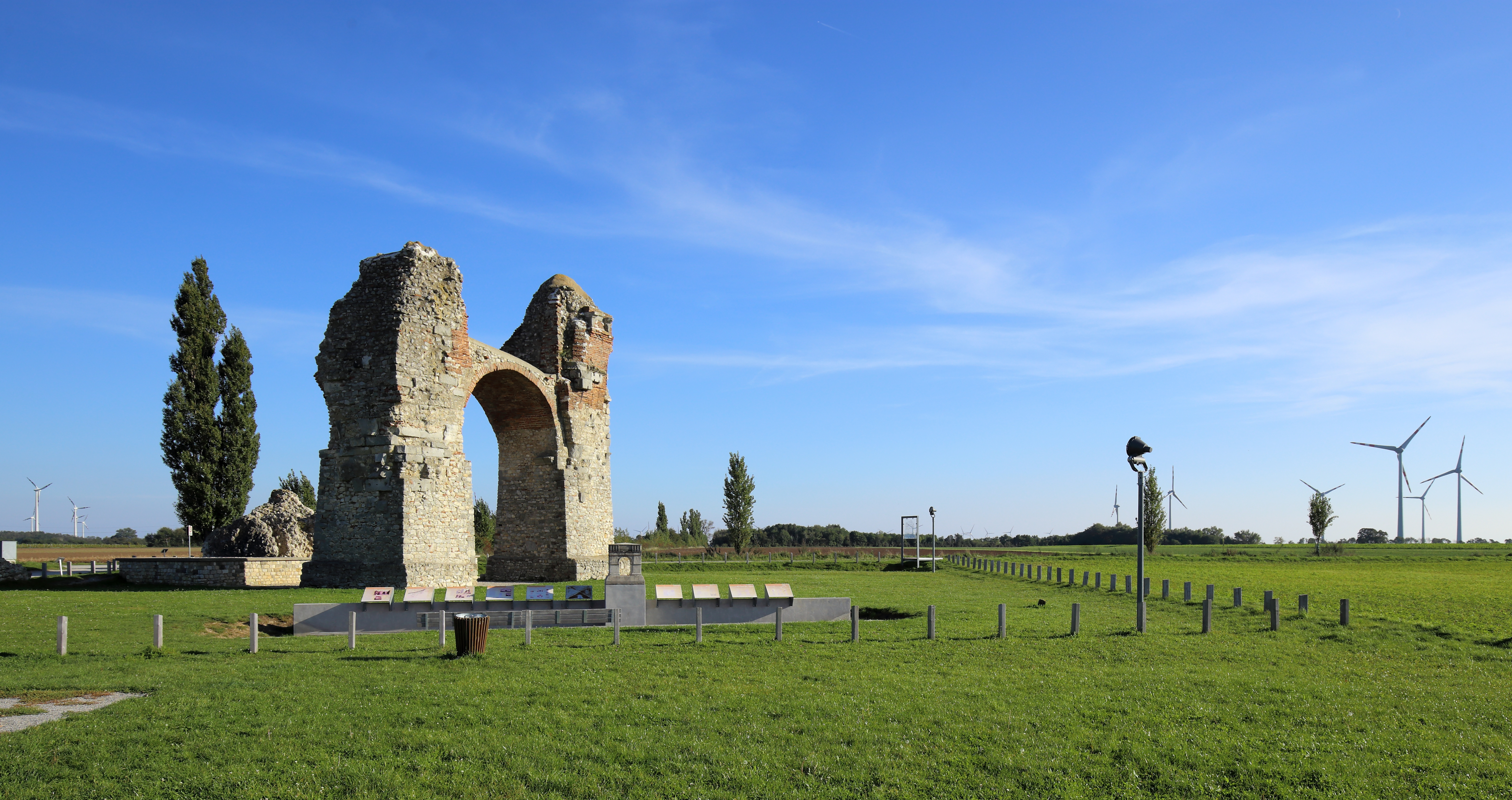
Heidentor